# Фурниваль, Ришар де
Ришар де Фурниваль (фр. Richard de Fournival, также Richart de Fornival; 10 октября 1201, Амьен — 1 марта 1259 или 1260) — французский священнослужитель, поэт (трувер), медик.

## Биография
Магистр Ришар де Фурниваль жил в первой половине XIII в. Сын Роже де Фурниваля, личного врача короля Филиппа II. Каноник церкви Богоматери Амьенской, затем служил каноником в Руане. Практиковал как врач-хирург, также был поэтом и большим книголюбом. Это был хорошо образованный человек, увлекавшийся философией и считавший себя последователем Платона. Ему принадлежали работы по алгебре, астрономии, астрологии и алхимии.

## Произведения
Писал песни, сонеты. Наиболее известны:
- аллегорическое сочинение «Бестиарий любви» (ок.1245; состоит из 57 exempla, образующих описание любовной «авантюры»); книга строится на серии эмблем геральдического характера, почерпнутых из традиции «Физиолога»; последовательность их описаний образует повествовательный ряд, который развертывается в речь от первого лица («я»), обращенную к безмолвному «вы»;
- трактат «Библиономия» («Книгозаконие»), представляющий собой комментированный каталог Амьенской публичной библиотеки и один из ярких образцов в истории «искусства памяти» (Ф. Йейтс).

«Библиономия» начинается с рассказа о том, как некий «опытный в астрологии» муж, постоянный обитатель Амьена, по астрологическим вычислениям убедился в том, что он родился под теми же созвездиями, под которыми был основан этот город. Такое «многозначительное» совпадение натолкнуло его на мысль о желательности сделать что-либо на пользу города, с которым он связан судьбою. Он решил поэтому открыть для жителей Амьена некий сад, разбив в нём три грядки и расположив на каждой в определённой последовательности растения одного рода. Вкусившие от плодов этого сада должны преисполниться желанием проникнуть в потаенный покой философии.
Сказанное имеет аллегорическое значение: сад — библиотека, грядки — литературные произведения, сгруппированные по их тематике, растения — отдельные рукописи.
Первая «грядка» — философия — содержит 12 рукописей по грамматике (№ 1-12), столько же по диалектике (№ 13-24), а также риторике (№ 25-36), геометрии и арифметике (№ 37-48), музыки и астрономии (№ 49-60), физике и метафизике (№ 61-72), метафизике и этике (73-84) и 24 рукописи философского содержания, но не укладывающихся в предыдущие рубрики и 24 рукописи поэтического содержания.
Вторая «грядка» отведена полезным «растениям». В ней размещаются рукописи медицинского содержания и рукописи по гражданскому каноническому праву.
Третья, богословская «грядка» содержит ненумерованные рукописи книг Ветхого и Нового заветов, комментариев на них и т. п.
В области лирической поэзии также известен как трувер. Сохранилось около 21 песни разных жанров, некоторые из них с нотацией. Кроме того, отдельные произведения Ришара де Фурниваля входили в различные Книги песен средневековья, например, в Manuscrit du Roi (рус. Королевская рукопись) — манускрипт середины XIII века, хранящийся в Национальной библиотеке Франции.

## Современные издания
- L'œuvre lyrique de Richard de Fournival/Yvan G. Lepage, ed. Ottawa: Editions de l’Université d’Ottawa, 1981.

## Публикации на русском языке
- Ришар де Фурниваль. Бестиарий любви// Малые жанры старофранцузской литературы. Киев: Карме-синто, 1995
- Бестиарий Любви, пер. М.Собуцкого